# Schwebebahnstation Kluse
| Kluse              | Kluse                                    |
| ------------------ | ---------------------------------------- |
|                    |                                          |
| Eröffnung:         | 1. März 1901                             |
| Stilllegung:       | 24./25. Juni 1943                        |
| Wiedereröffnung:   | 26. März 1999                            |
| Stadtteil:         | Elberfeld-Mitte                          |
| Lage:              | Wasserstrecke / Zwischenstation          |
| Anschrift:         | Bundesallee 248                          |
| Stationsnummer:    | 12                                       |
| Streckenkilometer: | 7,5                                      |
| Stützen:           | 266–267 268–269 bis 1943                 |
| Ehemalige Namen:   | Kluse/Schauspielhaus Kluse-Bembergstraße |

Die Schwebebahnstation Kluse, benannt nach der Ortslage Kluse, ist eine Zwischenstation der Wuppertaler Schwebebahn nahe des Zentrums des Wuppertaler Stadtbezirks Elberfeld. Die Station liegt im Bereich der Wasserstrecke über der Wupper und befindet sich zwischen den Stützen 266 und 267. Das im Zweiten Weltkrieg zerstörte Vorgängerbauwerk lag zwischen den Stützen 268 und 269 und hieß ursprünglich „Kluse-Bembergstraße“. Bis 2013 hatte die Station den Namen „Kluse/Schauspielhaus“. 

## Geschichte
Die Station wurde am 1. März 1901 als Endpunkt der ersten Teilstrecke der Schwebebahn eröffnet. Am östlichen Ende der Station existierte eine Wendeschleife, die jedoch nach der Eröffnung des Abschnitts Kluse–Oberbarmen obsolet wurde.
Bei den Luftangriffen auf Elberfeld wurde die Station in der Nacht vom 24. auf den 25. Juni 1943 von der britischen Royal Air Force beschossen und brannte aus. 1954 wurde die direkt mit dem Traggerüst verbundene Anlage schließlich abgebaut. Die Stadtwerke entschieden sich gegen den Wiederaufbau, weil die damals noch existierende Wuppertaler Straßenbahn den Bereich ebenfalls bediente.
Nach Einstellung der Straßenbahn im Jahr 1987 wurde der Bereich nur noch ungenügend per Bus bedient, sodass der Neubau der Station beschlossen wurde. Der erste Spatenstich erfolgte am 28. Februar 1997, die Eröffnung am 26. März 1999. Seither existieren wieder 20 Stationen.
Das Hochwasser im Juli 2021 beschädigte die Technik der Station, die daraufhin bis zum 27. Januar 2022 nicht bedient wurde. Der Schaden wurde später auf über 1,5 Mio. Euro geschätzt.

## Konstruktion

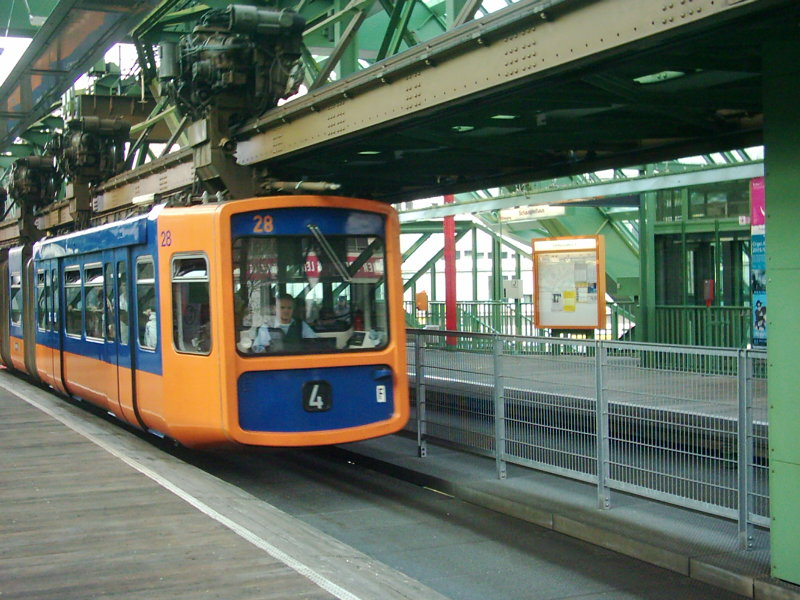
Ein Wagen der Baureihe 72 in der Station

Die Haltestelle ist die einzige, bei der die gesamte Hallenkonstruktion von unten sichtbar ist; die Bahnsteige schweben über der Wupper. Die beiden Treppenaufgänge folgen den mehrkantig aufschwingenden Dachkonturen. Kluse gilt als modernste Schwebebahnhaltestelle und ist in vielen Broschüren und Reiseführern abgebildet. Verantwortliche Architekten waren Bernward von Chamier und Francisco Molina.

## Verkehr
Die Station wird durch die einzige Linie der Schwebebahn – Linie 60 – bedient. Außerdem halten auch die Buslinien 611 und NE5 an der Station. Alle Linien werden durch die WSW mobil GmbH betrieben.
| Linie | Verlauf | Takt    |
| ----- | --- | ------- |
| 60    | Vohwinkel Schwebebahn – Bruch – Hammerstein – Sonnborner Straße – Zoo/Stadion – Varresbecker Straße – Westende – Pestalozzistraße – Robert-Daum-Platz – Ohligsmühle/Stadthalle – Hauptbahnhof – Kluse – Landgericht – Völklinger Straße – Loher Brücke – Adlerbrücke – Alter Markt – Werther Brücke – Wupperfeld – Oberbarmen Bf | 3–5 min |